# Gråbokronmal
Gråbokronmal (Bucculatrix noltei) är en fjärilsart som beskrevs av Petry 1912. Gråbokronmal ingår i släktet Bucculatrix och familjen kronmalar. Arten har ej påträffats i Sverige. Inga underarter finns listade i Catalogue of Life.